# Битва на Раатській дорозі
Битва на Раатській дорозі сталася під час Зимової війни та є частиною битви під Суомуссалмі.
7 грудня 1939 р. радянська 163-тя стрілецька дивізія зайняла Суомуссалмі, але вона опинилася відрізаною від решти військ та 44-та гірськострілецька дивізія була відправлена їй на допомогу. Наступного тижня 9-та дивізія полковника Ялмара Сііласвуо зупинила та рішуче розгромила радянські сили на дорозі Раате-Суомуссалмі. Фінська тактика «мотті» показала себе дуже ефективною в цій битві.

## Передісторія
Під час битви під Суомуссалмі фіни перерізали Раатську дорогу 11 грудня 1939 року. Це призвело до блокування другого, південного шляху постачання радянській 163-й стрілецькій дивізії у місті Суомуссалмі. Фіни також перерізали перший, північний шлях постачання 13 грудня. Після цього радянські війська були змушені відкрити новий шлях озером Кіантаярві. 163-тя дивізія була майже оточена та зазнавала тяжких втрат у Суомуссалмі. 20 грудня командувач 163 дивізії, Андрій Зеленцов, попросив дозволу на відступ із Суомуссалмі. У відповідь до оточених було виряджено частину 44-ї дивізії, 1-й батальйон 305-го стрілецького полку та третій батальйон 662-го стрілецького полку.

## Битва

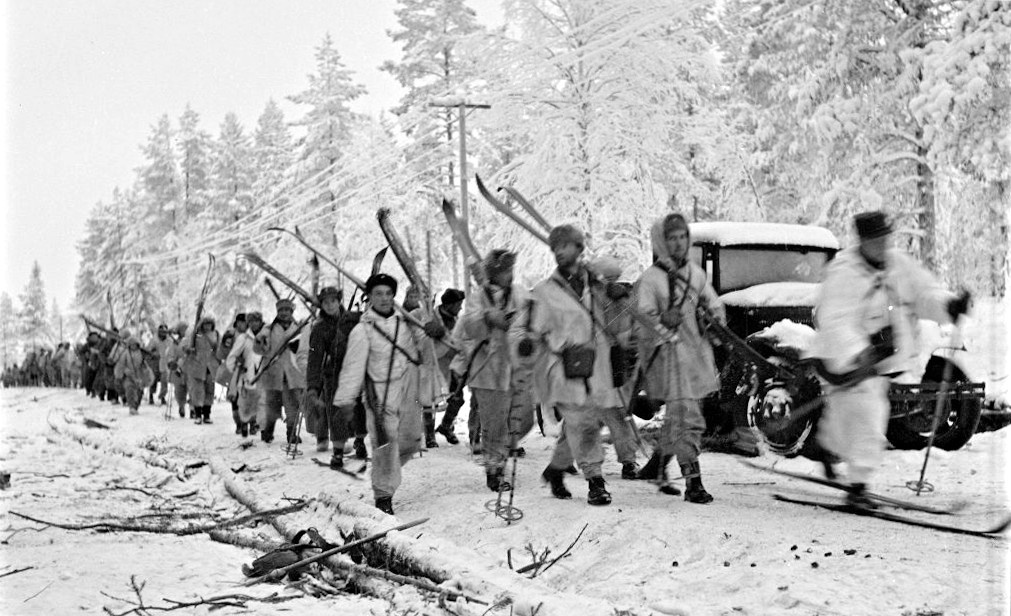
Фінські війська на Раатській дорозі

На початок битви на Раатській дорозі 9-та дивізія Сііласвуо вже знищила радянську 163-у дивізію. Після цього вона отримала наказ знищити радянську 44-ту дивізію, що зупинилася на дорозі біля Хаукіли, за 12 кілометрів від Суомуссалмі. Фінська 9-та дивізія була розділена на чотири групи, які називалися за іменами їхніх командувачів. Вирішальну битву було вирішено розпочати 5 січня 1940 року о 8:30.
Бої зосередилися на Хаукілі, де було розташовано основну кількість радянських військ, та де атакували групи «Манделін» та «Мякініемі». Група «Мякініемі» вирушила до Хаукіли кількома днями раніше до офіційного початку атаки. У цей самий час на допомогу 44-й дивізії прибув полк прикордонної охорони НКВС. 6 січня тяжкі бої розпочалися по всій Раатській дорозі, а фіни продовжували розділяти ворожі сили на маленькі частини. Радянські війська спробували прорвати фінські блокпости за допомогою бронетехніки, втрачаючи велику кількість танків у передніх атаках, але безуспішно. О 21:30 Олексій Виноградов наказав своїм військам відступати до радянського кордону.
Радянські сили почали відступ на північ через озеро Кіантаярві. Багато солдатів замерзли до смерті від холоду, бо не мали потрібного одягу. Залишки радянських військ намагалися втекти на схід, але були заблоковані групою «Карі». Група «Фагерняс» не змогла втримати стратегічний міст, але 7 січня вона змогла повернути його під свій контроль, перш ніж усі радянські війська встигли відступити. Деякі групи 44-ї дивізії все ж змогли через північні ліси дістатися радянського кордону.
У цій битві фіни захопили велику кількість техніки та зброї.

## Втрати

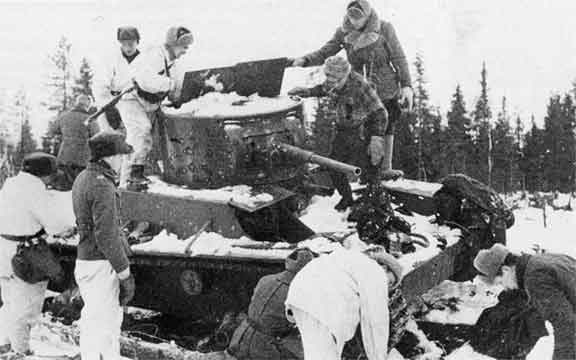
Фінські солдати оглядають радянський танк Т-26 на Раатській дорозі

Багато років фінські історики оцінювали втрати радянських військ у приблизно 17 000 вояків. Оцінки базувалися на свідченнях радянських військовополонених, які були захоплені у січні. Офіцери 27-го піхотного полку оцінили свої втрати у 70 % особового складу, а фіни оцінили міць 44-ї дивізії у більш ніж 20 000 вояків.